# Ligue nationale de football professionnel (Gabon)
 (décembre 2016).
Si vous disposez d'ouvrages ou d'articles de référence ou si vous connaissez des sites web de qualité traitant du thème abordé ici, merci de compléter l'article en donnant les références utiles à sa vérifiabilité et en les liant à la section « Notes et références ».
La ligue nationale de football professionnel (Linafp) est une association sportive créée en 2001 et mise en place en 2007, qui assure, sous l'autorité de la Fédération gabonaise de football, la gestion des activités du football professionnel au Gabon avec notamment l'organisation du Championnat du Gabon de football ainsi que du Championnat du Gabon de football de division 2.